# Hosszúfalussy Kálmán
Hosszúfalvi Hosszúfalussy Kálmán (Felső-Ábrány, 1832. március 25.–Budapest, 1915. szeptember 29.), földbirtokos, 1848-as honvédhadnagy, miniszteri titkár.

A hosszúfalvi Hosszúfalussy család címere (a Siebmacher féle könyvből)

## Családja és származása
Az ősrégi hosszúfalui Hosszúfalussy család sarja. Apja hosszúfalusi Hosszufalussy Ignác (1799–1857), földbirtokos, anyja turiki Thuránszky Franciska (1809–1868) volt. Az apai nagyszülei hosszúfalusi Hosszufalussy János, táblabíró, földbirtokos és szemerei Szemere Erzsébet voltak. Az anyai nagyszülei turiki Thuránszky Pál, földbirtokos és szikszói és pókai Szikszay Erzsébet voltak. Hosszúfalussy Kálmánnak az egyik fivére hosszúfalvi Hosszúfalussy Gyula (1842–1914), honvédszázados, afrikai utazó, földbirtokos. Leánytestvére: Hosszúfalussy Mária (1829–1889), akinek a férje petőházi Gludovácz László (1817–1887), 1848-as honvédhadnagy, földbirtokos volt.

## Élete
Iskoláit a II. bölcseleti osztályig a miskolci református líceumban végezte. 1848-ban honvéd lett és hadnaggyá léptették elő; részt vett a temesvári ütközetben. A szabadságharc után iskoláit nem folytathatta; de Indali Péter jeles pedagógus házában falun levén mint nevelő, annak utasításai szerint tanult és olvasott, különösen jogi könyveket. 1857-ig Felső-Ábrányban lakott atyjánál; azontúl Tisza-Dadán saját földbirtokán és gazdálkodott. 1871-ben abbahagyván a gazdálkodást, Pestre tette át lakását és június a magyar királyi pénzügyminisztériumba lépett be mint fogalmazó; 1883 első napjaiban mint miniszteri titkár az óbudai magyar királyi jószágigazgatósághoz ment át és 1887 novemberében nyugalomba vonult. Utazott Németországban, Franciaországban és Svájcban.